# Chabarovsk

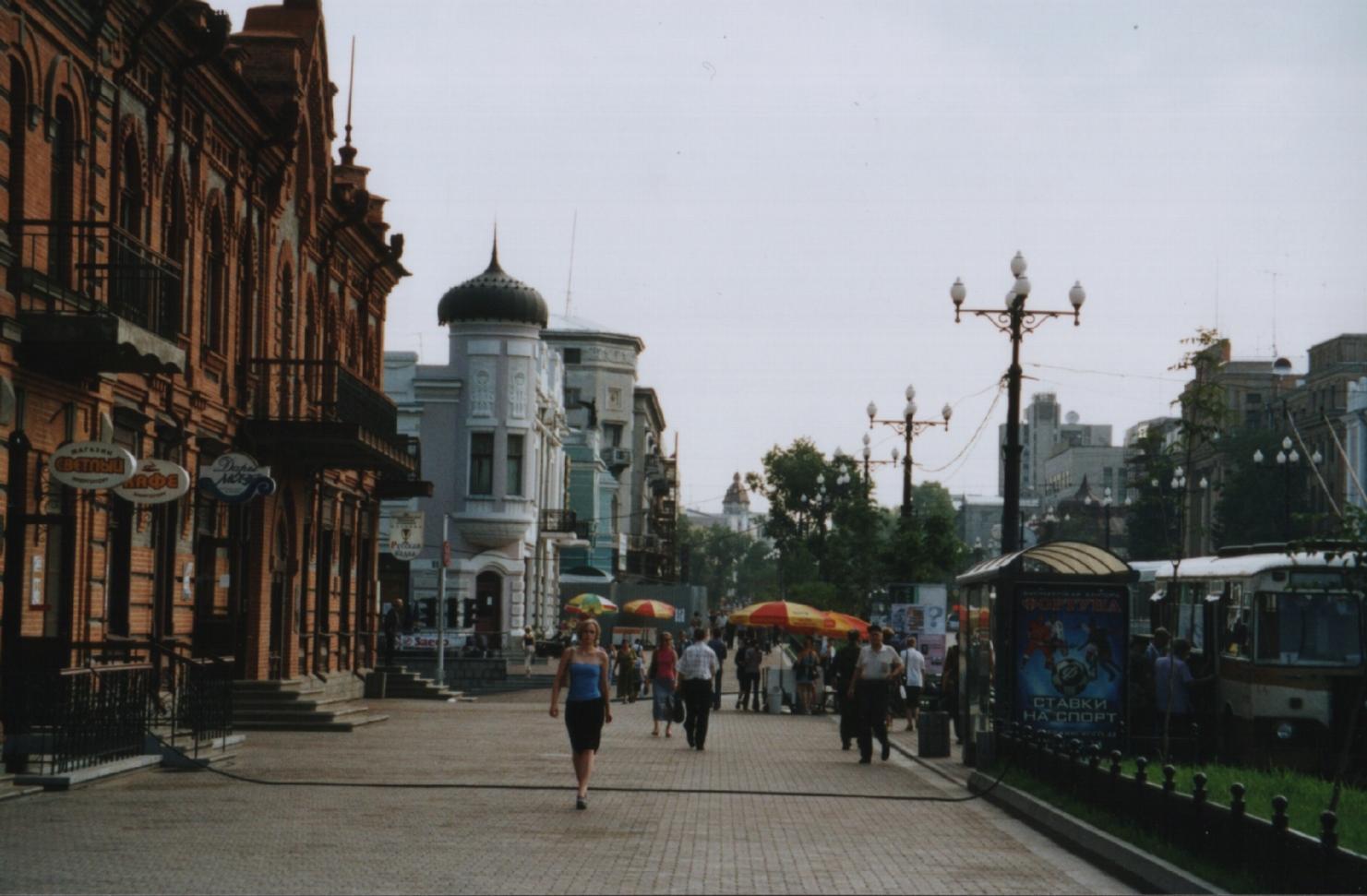
Gata i Chabarovsk.

Chabarovsk (ryska: Хабаровск) är en stad i sydöstra Sibirien i Ryssland, alternativt öster om Sibirien, i Fjärran österns federala distrikt, belägen där Ussuri mynnar ut i Amur runt 30 kilometer från gränsen mot Kina. Staden är huvudort i Chabarovsk kraj och har cirka 600 000 invånare. Chabarovsk har flodhamn, flygplats och station på Transsibiriska järnvägen, därutöver finns industrier, oljeraffinaderier och varv. Staden är ett utbildningscentrum som sedan 1894 är bas för det ryska geografiska sällskapet.
Orten grundades 1858 som en militärpostering, och fick stadsrättigheter 1880. Den hette fram till 1893 Chabarovka, namngiven efter upptäcktsresanden Jerofej Chabarov (1610-1667). Chabarovskrättegångarna ägde rum där 1949. 
Chabarovsk är ett av Rysslands bandyfästen. SKA Neftjanik spelar sina hemmamatcher den Ryska superligan i bandy i Jerofej Arena. Staden har tre gånger varit värd för Världsmästerskapet i bandy; 1981 då Sverige vann för första gången,  2015 och 2018.
Fotbollsklubben SKA-Chabarovsk spelar sina hemmamatcher i Premjer-Ligan på Lenin Stadium.
Ishockeysklubben HK Amur Chabarovsk spelar sina hemmamatcher i Kontinental Hockey League i Platinum Arena. Ishockeyspelaren Aleksandr Mogilnyj kommer från staden.

## Administrativ indelning
Chabarovsk är indelad i fem stadsdistrikt. 
| Stadsdistrikt     | Invånarantal 9 oktober 2002 | Invånarantal 14 oktober 2010 | Invånarantal 1 januari 2023 |
| ----------------- | --------------------------- | ---------------------------- | --------------------------- |
| Industrialnyj     | 206 779                     | 206 162                      | 225 878                     |
| Kirovskij         | 54 177                      | 51 809                       | 55 321                      |
| Krasnoflotskij    | 86 945                      | 85 305                       | 88 282                      |
| Tsentralnyj       | 83 855                      | 84 420                       | 93 006                      |
| Zjeleznodorozjnyj | 151 316                     | 149 745                      | 154 681                     |
| TOTALT            | 583 072                     | 577 441                      | 617 168                     |

## Klimat
|                               | Jan   | Feb   | Mar   | Apr   | Maj  | Jun  | Jul  | Aug  | Sep  | Okt   | Nov   | Dec   | År    |
| ----------------------------- | ----- | ----- | ----- | ----- | ---- | ---- | ---- | ---- | ---- | ----- | ----- | ----- | ----- |
| Medeltemp. (°C)               | −19,9 | −15,4 | −6,4  | 4,7   | 12,4 | 18,1 | 21,3 | 19,9 | 13,6 | 5,0   | −7,2  | −17,4 | 2,4   |
|                               |       |       |       |       |      |      |      |      |      |       |       |       |       |
| Högsta rekord (°C)            | 0,6   | 6,3   | 17,0  | 24,8  | 31,5 | 32,8 | 35,7 | 35,6 | 29,8 | 25,8  | 15,5  | 6,6   | 35,7  |
| Högsta medeltemp. (°C)        | −15,8 | −10,8 | −1,6  | 10,3  | 18,6 | 23,9 | 26,6 | 24,7 | 19,0 | 9,9   | −3,2  | −13,6 | 7,3   |
| Lägsta medeltemp. (°C)        | −23,7 | −19,9 | −11,1 | 0,0   | 7,0  | 12,9 | 16,7 | 15,9 | 9,1  | 0,8   | −10,7 | −20,7 | −2,0  |
| Lägsta rekord (°C)            | −41,4 | −35,1 | −28,9 | −15,1 | −3,1 | 2,2  | 6,8  | 4,9  | −3,3 | −15,6 | −27,4 | −36,7 | −41,4 |
|                               |       |       |       |       |      |      |      |      |      |       |       |       |       |
| Nederbörd (mm)                | 14    | 11    | 22    | 43    | 62   | 74   | 133  | 154  | 79   | 50    | 25    | 17    | 684   |
| Källa: Pogoda.ru.net samt HKO |       |       |       |       |      |      |      |      |      |       |       |       |       |

## Vänorter
- Niigata, Japan (1965)
- Portland, USA (1988)
- Victoria, Kanada (1990)
- Harbin, Kina (1993)
- Bucheon, Sydkorea (2002)
- Sanya, Kina (2011)
- Chongjin, Nordkorea (2011)